# Boeing X-46
Boeing X-46 byl projekt demonstrátoru bezpilotního bojového letounu (UCAV – unmanned combat aerial vehicle). Vývoj X-46 probíhal ve spolupráci Boeingu s DARPA a US Navy pod označením UCAV-N nebo UCAV-Navy.
Projekt, ve kterém vznikal demonstrátor X-46, probíhal souběžně s projektem letectva Spojených států Boeing X-45 na bezpilotní bojové letadlo. V obou těchto projektech byly kladeny podobné požadavky. V dubnu roku 2003 došlo ke spojení programů letectva, námořnictva a DARPA do jednoho programu Joint - unmanned combat aerial vehicle (J- UCAV), který byl později přeznačen na Joint - unmanned combat aerial systems (J-UCAS). X-46 se tak stal nadbytečným a jeho vývoj byl ukončen. Společnost Boeing pak v rámci projektu J-UCAS měla zkombinovat prvky letounů X-45B a X-46A do nového letounu X-45C.
Letoun měl mít bezocasou konstrukci a vlastnosti stealth.